# Aviation Partners Inc.
Aviation Partners Inc. és una empresa de Seattle (Estats Units) especialitzada en el disseny i fabricació de dispositius de punta alar per a avions. Fou fundada per Joe Clark i Dennis Washington el 1991 i és propietat de The Washington Companies.
Washington, un empresari estatunidenc del sector de la mineria de coure, estava frustrat perquè el seu avió privat no podia viatjar d'una costa a l'altra dels Estats Units sense aturar-se a fer gasolina. En lloc de comprar un nou avió, es posà en contacte amb el seu amic, Clark, que tenia experiència en el sector aeronàutic com a cofundador de Horizon Air. Clark calculà que un millor disseny de les ales faria possibles aquests vols transcontinentals. Juntament amb un grup d'especialistes en aviació, Clark desenvolupà un nou dispositiu de punta alar i, després d'obtenir el permís de Gulfstream, equipà l'avió de Washington amb aquest dispositiu. Els vols de prova corroboraren l'estalvi de combustible i un augment de l'abast del 4–5%. Aleshores, Washington i Clark llançaren una campanya publicitària per comercialitzar el concepte, incloent-hi una sèrie de rècords mundials amb els dispositius de punt alar.